# Pod Laskowcem
Pod Laskowcem – część wsi Pawlikowice w Polsce, położona w województwie małopolskim, w pow. wielickim, w gminie Wieliczka. 
W latach 1975–1998 Pod Laskowcem położone było w województwie krakowskim.